# Omninablautus arenosus
Omninablautus arenosus là một loài ruồi trong họ Asilidae. Omninablautus arenosus được Pritchard miêu tả năm 1935. Loài này phân bố ở vùng Tân Bắc giới.